# Peter Franz Nöcker
Peter Franz Heinrich Nöcker (geboren 4. Juli 1894 in Köln; gestorben 29. Juni 1984 ebenda) war ein deutscher Architekt. Er führte seit 1923 ein eigenes Büro in Köln und gehörte nach dem Zweiten Weltkrieg zu den am Wiederaufbau der Stadt Köln in besonderem Maß beteiligten Architekten.

## Leben

### Werdegang
Als Sohn des Architekten Franz Nöcker (1859–1939) und Neffe von Adolf Nöcker (1856–1917) wuchs Peter F. Nöcker in der Kölner Altstadt auf. Dort besuchte er das Kaiser-Wilhelm-Gymnasium, das er zu Ostern 1914 mit Ablegung der Reifeprüfung verließ. Im Anschluss zunächst im Atelier von Franz Brantzky tätig, wurde er bei Beginn des Ersten Weltkriegs zunächst eingezogen, wegen Untauglichkeit aber bald darauf wieder entlassen. Er setzt seine Tätigkeit bei Brantzky fort und besuchte von Oktober 1915 bis Juni 1917 die Kölner Baugewerkschule. 1917 wurde er erneut zum Kriegsdienst eingezogen. Nach Kriegsende setzte er sein Studium fort und beendete es im März 1920 mit „Auszeichnung“. Von April bis Oktober 1920 im Büro „Moritz & Betten“ beschäftigt, belegte Nöcker in der Folge zwei Semester an der Technischen Hochschule Stuttgart, mit abschließenden Prüfungen in Statik und Städtebau. Nach zweijähriger Mitarbeit – von Dezember 1921 bis Oktober 1923 – im Büro von Fritz August Breuhaus de Groot trat er im Oktober 1923 als selbständiger Architekt in eine Bürogemeinschaft mit seinem Vater ein. Im Jahr nach seiner Heirat zog er 1925 nach Braunsfeld – inmitten des Villenviertels südlich der Aachener Straße – wo auch seine Klientel beheimatet war.:291 Aufgrund der jüdischen Abstammung seiner Ehefrau Anna Nöcker geb. Apfel war Peter F. Nöcker seit dem 24. Juni 1940 mit einem Berufsverbot belegt. Nach Ende des Zweiten Weltkriegs nahm er entscheidenden Einfluss auf den Wiederaufbau Kölns. An der Bildung der Städtebaukonferenz im Jahr 1946 war er maßgeblich beteiligt.
Darüber hinaus gehört er bis 1933 dem Vorstand der Kölner Ortsgruppe des Bundes Deutscher Architekten (BDA) an, nach der Wiedergründung des BDA übte er dieses Amt von 1949 bis 1955 erneut aus. Weiter war er Verwaltungsratsmitglied des Klosters zum Guten Hirten in Köln-Lindenthal und betreute das unweit seines Privathauses gelegene Krieler Dömchen.

„Niemals sind sie davon ausgegangen, um jeden Preis genialisch und originell zu erscheinen, sie haben es nicht nötig gehabt, mit Bauformen kühner Regellosigkeit Sensation zu machen. Ihre Art, zu bauen, hat etwas baumeisterlich Gediegenes, dem gegenüber sogleich ein Gefühl der Sympathie und des Vertrauens entsteht.“

### Familie
Der Katholik Peter F. Nöcker heiratete am 22. Juli 1924 in erster Ehe die zum Katholizismus konvertierte Tochter jüdischer Eltern, Anna Margarethe – gen. Aenne – Apfel (geboren 18. Oktober 1898 in Köln; gestorben zwischen dem 21. und dem 23. Februar 1944 in Köln-Lindenthal). Ihre Eltern waren Dr. jur. Adolf Apfel (gestorben in Bad Münstereifel) und dessen Frau Else Apfel geb. Rosenberger (gestorben in Rio de Janeiro). Anna Nöcker wählte im Februar 1944 den Freitod durch eine Überdosis Schlafmittel, nachdem sie den Deportationsbescheid in ein Konzentrationslager erhalten hatte. Mit ihrem Selbstmord wurde Nöckers Berufsverbot wieder aufgehoben.:316

## Werk in Köln (Auswahl)
- 1925–1926: Altstadt-Nord, Brückenkopf-Wettbewerb[1]
- 1925–1926: Braunsfeld, Am Morsdorfer Hof 35, Villa Dr. Alfred Alsberg
- 1927–1928: Dellbrück, Bensberger Marktweg u. a., Reichsheimstätten-Siedlung[1] (erhalten)
- 1928–1929: Sülz, Hermeskeiler Straße u. a., Reichsheimstätten-Siedlung[1]
- 1928–1929: Neuehrenfeld, Tieckstraße/Baadenberger Straße, Reichsheimstätten-Siedlung[1]
- 1929:–9999 Riehl, Amsterdamer Straße/Friedrich-Karl-Straße, Siedlungsbauten der Oberpostdirektion[1]
- 1933–1934: Braunsfeld, Am Morsdorfer Hof 7, Wohnhaus Johann Desch (abgebrochen in den 1970er Jahren)[2]:293
- 1945 ff:-999 Altstadt-Nord, Bahnhofstraße 5–7 (heute Dompropst-Ketzer-Straße), Wiederaufbau des Hotels Kölner Hof[1] (1973 abgerissen)
- 1950:–9999 Sülz, Hollerather Straße/Hellenthaler Straße, Wohnbauten der Allianz[1]  (erhalten)
- 1950:–9999 Altstadt-Nord, Apostelnstraße 4, Geschäfts-/Wohnhaus (erhalten)
- 1950–1952: Altstadt-Nord, Gereonstraße 18–32, Gereonshaus[1]  (erhalten)
- 1950–1952: Altstadt-Nord, Gereonstraße 17–23, Bankhaus Delbrück & von der Heydt[1]
- 1953–1960: Altstadt-Nord, Schildergasse 46–48, Geschäftshaus Firma Feldhaus[1]
- 1954–1955: Altstadt-Nord, Burgmauer 53, Bürogebäude für die Rheinische Notarkammer[1] (erhalten)
- 1955–1965: Neustadt-Nord, Worringer Straße 11–17, Agrippina-Versicherung[1]  (erhalten)
- 1960:–9999 Altstadt-Nord, Breite Straße 42–46/Mörsergasse 2–4, Firma Max Franzky[1]
- 1961–1963: Altstadt-Nord, Ursulaplatz 1, Verwaltungsgebäude des Bachem-Verlags[1] (verändert erhalten)
- 1964–1966: Altstadt-Nord, Auf dem Hunnenrücken/Enggasse, Börsen-Parkhaus[1] (erhalten)
- 1965–1967: Sülz, Berrenrather Straße 488, Elsa-Brandström-Schule[1]
- 1967:–9999 Altstadt-Nord, Brückenstraße 5–11, Verwaltung Firma Kämpgen[1]
- 1967–1969: Altstadt-Nord, Schildergasse 70, Geschäftshaus Kämpgen[1]

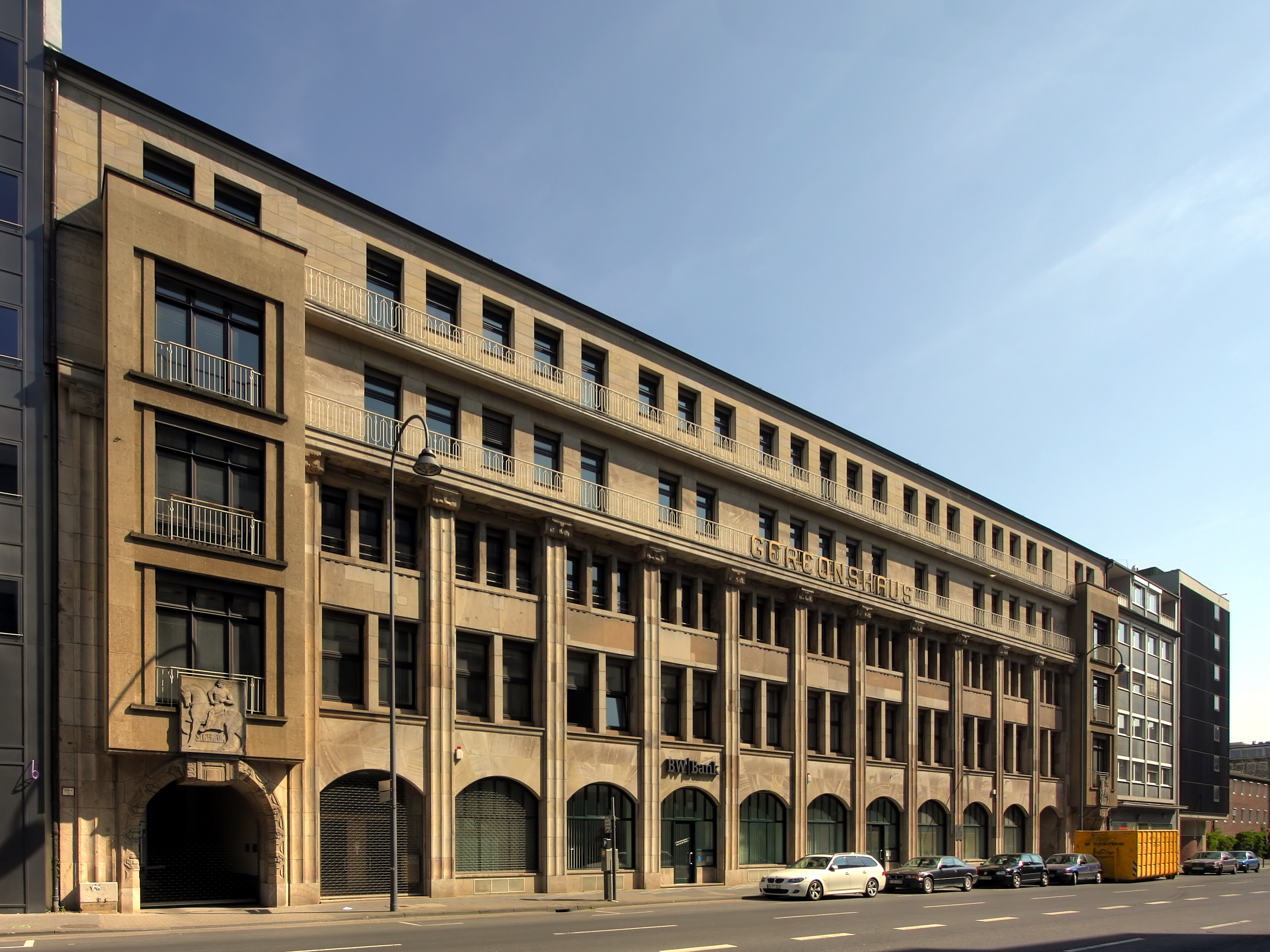
Gereonshaus 2010
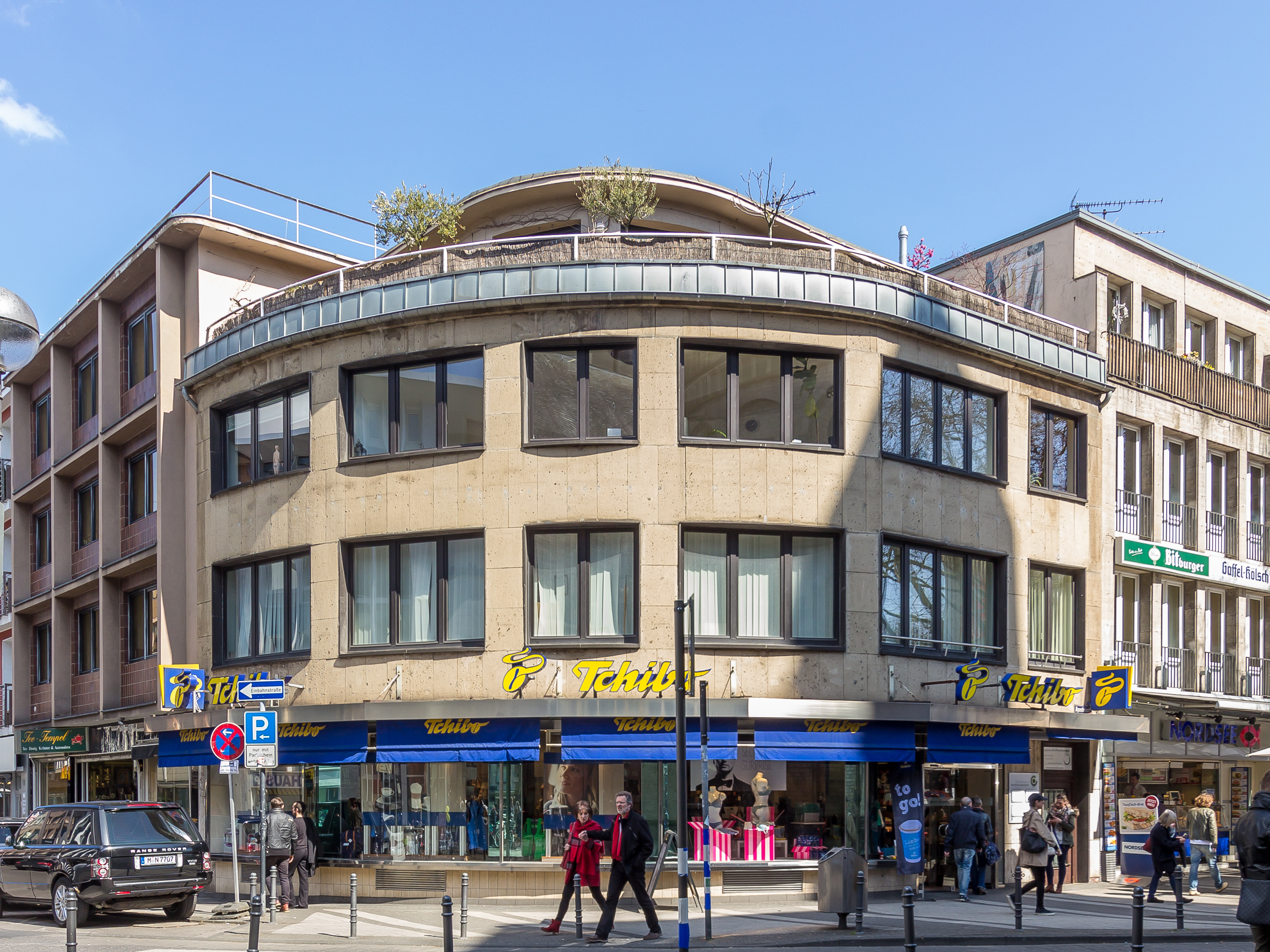
Apostelnstraße 4